# Peters Jumbo 6500
Der Jumbo 6500 ist ein Mehrzweckschiffstyp der Scheepswerf Peters in Kampen.

## Allgemeines
Von dem Schiffstyp wurden elf Schiffe gebaut, zunächst als Typ „Jumbo 6500 1B“ und später als modifizierter Typ „Jumbo 6500 1A“. Die beiden Typs unterscheiden sich in Bezug auf die Eisklasse und sind mit unterschiedlichen Motorenbaumustern ausgestattet.
Auftraggeber für neun der Schiffe war Canada Feeder Lines in Groningen, zwei der Schiffe gingen an Boomsma Shipping in Sneek. Die Rümpfe der Schiffe für Boomsma Shipping wurden von Port Weller Dry Docks in St. Catharines, Kanada, gebaut und auf der Scheepswerf Peters fertiggestellt und ausgerüstet. Außerdem bekam Port Weller Dry Docks den Auftrag, zunächst zwei und später drei weitere Einheiten des Typs für die britische Reederei Carisbrooke Shipping zu bauen. Die Bestellung wurde allerdings später storniert.
Die für Canada Feeder Lines gebauten Schiffe gingen zwischen 2012 und 2019 an Vertom Scheepvaart- en Handelmaatschappij in Rotterdam.
Die Erfahrungen mit den Schiffstyp sind in den ab 2010 von der Scheepswerf Peters gebauten Schiffstyp „Sole 10000“ eingeflossen.

## Beschreibung
Der Antrieb der Schiffe erfolgt durch einen Dieselmotor, der über ein Untersetzungsgetriebe auf einen Verstellpropeller wirkt. Die Schiffe erreichen eine Geschwindigkeit von rund 10,5 kn.
Die Schiffe des Typs Jumbo 6500 1B sind mit einem Viertakt-Sechszylinder-Dieselmotor des Herstellers Wärtsilä (Typ: 6L26) mit 2.040 kW Leistung ausgerüstet. Bei den Schiffen des Typs Jumbo 6500 1A besteht der Antrieb aus einem Viertakt-Sechszylinder-Dieselmotor des Herstellers Caterpillar (Typ: MaK 6M25) mit 1.980 kW Leistung. Die Schiffe sind mit einem Bugstrahlruder mit 280 kW Leistung ausgerüstet.
Für die Stromerzeugung steht ein Wellengenerator mit 348 kW Leistung (435 kVA Scheinleistung) zur Verfügung, der über eine Abtriebswelle von der Hauptmaschine angetrieben wird. Außerdem stehen zwei Dieselgeneratorsätze mit 140 kW Leistung (175 kVA Scheinleistung) sowie ein Not- und Hafengenerator zur Verfügung.
Die Decksaufbauten befinden sich im hinteren Bereich der Schiffe. An Bord befinden sich neun Kabinen für die Besatzungsmitglieder. Die Schiffe haben zwei boxenförmige Laderäume. Raum 1 ist 18,7 Meter lang, 11,2 Meter breit und 9,0 Meter hoch, Raum 2 ist 59,9 Meter lang, 11,2 Meter breit und 9,0 Meter hoch. Die Kapazität von Raum 1 beträgt 1.885 m³, die von Raum 2 6.038 m³. Die Räume werden mit drei bzw. zehn Stapellukendeckel verschlossen. Die Lukendeckel können mithilfe eines Lukenwagens bewegt werden. Die für Canada Feeder Lines gebauten Schiffe sind in Raum 2 mit einem Schott, die für Boomsma Shipping gebauten Schiffe mit drei Schotten ausgestattet. Die Schotten können an acht Positionen errichtet werden. Die Tankdecke kann mit 15 t/m², die Lukendeckel mit 1,75 t/m² belastet werden.
Die Schiffe sind für den Transport von Containern vorbereitet. Die Containerkapazität beträgt 256 TEU. 144 TEU (oder 60 FEU + 24 TEU) können im Raum und 112 TEU (oder 52 FEU + 8 TEU) an Deck geladen werden.
Der Rumpf der Schiffe ist eisverstärkt. Die Schiffe des Typs Jumbo 6500 1B sind mit der Eisklasse 1B klassifiziert, die Schiffe des Typs Jumbo 6500 1A mit der Eisklasse 1A.

## Schiffe
| Jumbo 6500     | Jumbo 6500 | Jumbo 6500 | Jumbo 6500 | Jumbo 6500                  | Jumbo 6500                             |
| Bauname        | Typ        | Baunummer  | IMO-Nummer | Stapellauf Ablieferung      | Spätere Namen und Verbleib             |
| -------------- | ---------- | ---------- | ---------- | --------------------------- | -------------------------------------- |
| Frisian Spring | 1B         | 814        | 9367774    | Juni 2006 Februar 2007      |                                        |
| CFL Prospect   | 1B         | 811        | 9376440    | Juni 2007 Juli 2007         | 2018: Prospect, 2021: SMP Severodvinsk |
| CFL Performer  | 1B         | 812        | 9376452    | Oktober 2007 November 2007  | 2012: Performer, 2024: Katre           |
| Frisian Summer | 1B         | 815        | 9367762    | September 2007 Januar 2008  |                                        |
| CFL Patron     | 1B         | 813        | 9376464    | Februar 2008 März 2008      | 2012: Patron                           |
| CFL Prudence   | 1B         | 702        | 9398046    | April 2008 Mai 2008         | 2018: Prudence, 2021: SMP Novodvinsk   |
| CFL Promise    | 1A         | 816        | 9371816    | September 2008 Oktober 2008 | 2018: Promise                          |
| CFL Progress   | 1A         | 817        | 9371828    | Januar 2009 März 2009       | 2012: Progress                         |
| CFL Perfect    | 1A         | 818        | 9371854    | Mai 2009 Juli 2009          | 2017: Perfect                          |
| CFL Proud      | 1A         | 819        | 9386433    | Oktober 2009 November 2009  | 2019: Proud                            |
| CFL Penhar     | 1A         | 820        | 9534365    | März 2010 April 2010        | 2015: Penhar                           |